# Jindong (sockenhuvudort i Kina, Tibet Autonomous Region, lat 28,97, long 93,38)
Jindong (kinesiska: 金东, 金东乡) är en sockenhuvudort i Kina. Den ligger i den autonoma regionen Tibet, i den sydvästra delen av landet, omkring 230 kilometer öster om regionhuvudstaden Lhasa. Antalet invånare är 1 743. Befolkningen består av 844 kvinnor och 899 män. Barn under 15 år utgör 21,0 %, vuxna 15-64 år 72 %, och äldre över 65 år 5,0 %.
Runt Jindong är det mycket glesbefolkat, med 2 invånare per kvadratkilometer. Det finns inga andra samhällen i närheten. Trakten runt Jindong består i huvudsak av gräsmarker.
Genomsnittlig årsnederbörd är 1 300 millimeter. Den regnigaste månaden är juni, med i genomsnitt 267 mm nederbörd, och den torraste är januari, med 7 mm nederbörd.